# Championnat de Formule 2 FIA
Le Championnat de Formule 2 de la FIA (FIA Formula 2 Championship), surnommé FIA F2 est un championnat de course automobile utilisant des monoplaces de Formule 2, organisé par la FIA.
Créé en 1967 sous l'appellation Championnat d'Europe de Formule 2, il fut un temps l'antichambre de la Formule 1 avant d'être remplacé par le Championnat international de Formule 3000 en 1985, lui-même remplacé en 2005 par les GP2 Series. La discipline est réapparue de 2009 à 2012 en raison de la préoccupation de la FIA concernant le coût de l'engagement des championnats menant à la Formule 1, devenant inaccessible pour de nombreux pilotes. Ce championnat, malgré son nom, possède alors un niveau peu relevé, étant rangé plutôt dans la catégorie des GP3 Series, Auto GP, tandis que les réelles antichambres de la Formule 1 de l'époque sont les GP2 Series et les Formula Renault 3.5 Series.
En 2017, sous l'impulsion du groupe Liberty Media, qui a racheté les droits de la Formule 1, et de la FIA, le GP2 Series est renommé championnat de Formule 2 FIA dès la saison 2017.

## Historique
Si la catégorie Formule 2 a été formellement codifiée par la FIA fin 1947 (un an après l'apparition officielle de la catégorie Formule 1), l'idée d'instaurer une hiérarchie remonte à la création des courses sur circuit. Jusqu'alors, par opposition aux Grands Prix, dans lesquels s'affrontaient les voitures les plus puissantes, existait une catégorie de cylindrée inférieure : les « voiturettes ». Cette catégorie deviendra la Formule 2 à partir de 1948.
Le premier championnat est créé en 1967. En perte de vitesse, au début des années 1980, le championnat d'Europe de Formule 2 est remplacé à partir de 1985 par le championnat international de Formule 3000. L'appellation Formule 2 subsistera encore quelques années dans certains championnats nationaux (comme au Japon ou en Grande-Bretagne), avant de disparaître complètement.

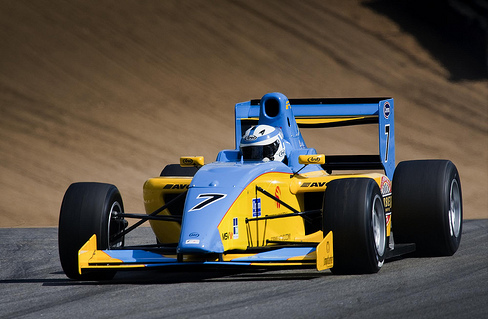
Formule 2 de 2009.

En 2008, la FIA annonce que la Formule 2 fera son retour après 25 ans d'absence. L'appel d'offres FIA de fournir et d'exploiter le championnat est attribué à la société britannique MotorSport Vision Racing, détenue par l'ancien pilote de Formule 1 Jonathan Palmer. Les monoplaces sont conçues et construites par Williams sous la direction de Patrick Head et motorisées par Audi (moteur 4-cylindres turbocompressé d'1,8 litre mis au point par Mountune Racing et développant d'abord 400 ch, puis 425 ch en 2010). Il s'agit donc d'une formule monotype (les pilotes sont par ailleurs engagés individuellement, sans écuries), les véhicules sont assemblés et préparées avant chaque épreuve du championnat au Bedford Autodrome, propriété de Jonathan Palmer.

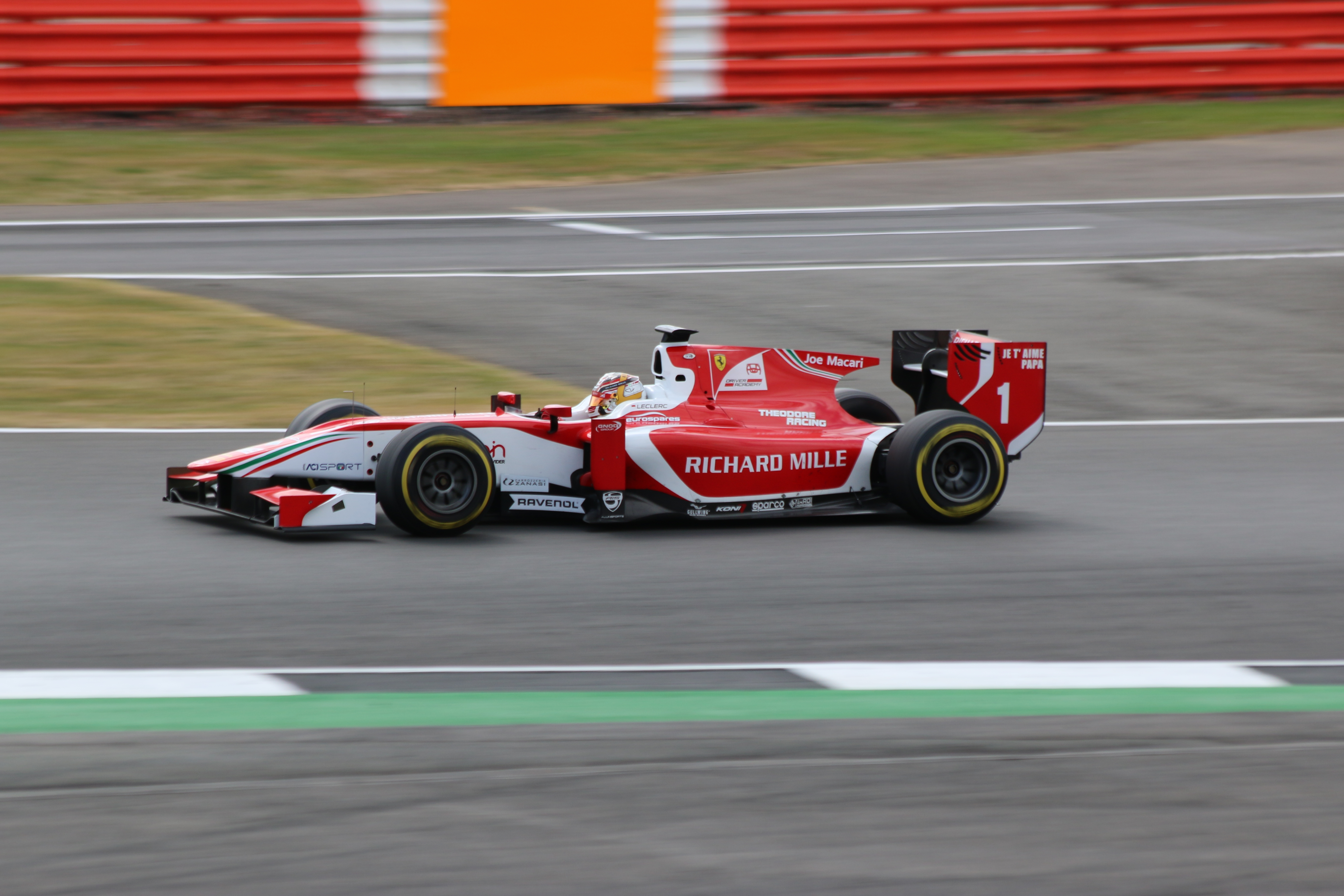
Formule 2 de Charles Leclerc en 2017.

Le championnat existe en parallèle du GP2 Series et se dispute la plupart du temps dans le cadre des meetings du WTCC. Les autres courses ont lieu indépendamment d'autres championnats, hormis la manche de Spa-Francorchamps, programmée dans le cadre de l'International GT Open.
Le nouveau championnat débute en mai 2009 mais est rapidement en deuil : le 19 juillet à Brands Hatch, Henry Surtees, fils de John Surtees, est tué en course par une roue venant d'une monoplace accidentée, qui percute son casque en pleine ligne droite. Il avait 18 ans et avait signé son premier podium la veille.
Au terme de la saison 2012 et après quatre saisons, le championnat de Formule 2, mis en concurrence avec d'autres catégories (notamment les GP3 et GP2, de même que les formules Renault 2.0 et 3.5), cesse d'exister.
En 2017, le groupe Liberty Media rachète les droits de la Formule 1 ainsi que les championnats de GP2 Series et de GP3 Series. Le groupe et la FIA trouvent un terrain d'entente afin que la GP2 Series deviennent la nouvelle Formule 2 et l'antichambre de la Formule 1. La décision est prise et le GP2 Series est renommé championnat de Formule 2 FIA dès la saison 2017.
Une nouvelle voiture pour la saison 2018 est dévoilée à Monza. Elle est fabriquée par Dallara et dispose d'un dispositif de sécurité halo. Elle sera utilisée jusqu'en 2023.
Le 31 août 2019, lors de la course principale de Spa-Francorchamps, le pilote français Anthoine Hubert trouve la mort dans un accident survenu dans l'une des parties les plus rapides du circuit belge, le Raidillon de l'Eau Rouge. Les deux courses ont été annulées. Le 6 janvier 2020 la Fédération internationale de l'automobile annonce que le numéro de course 19, porté par Anthoine Hubert, est retiré en hommage au pilote. Les numéros des pilotes passent de 17 à 20 car le no 18 est également retiré.

### Voiture depuis 2024

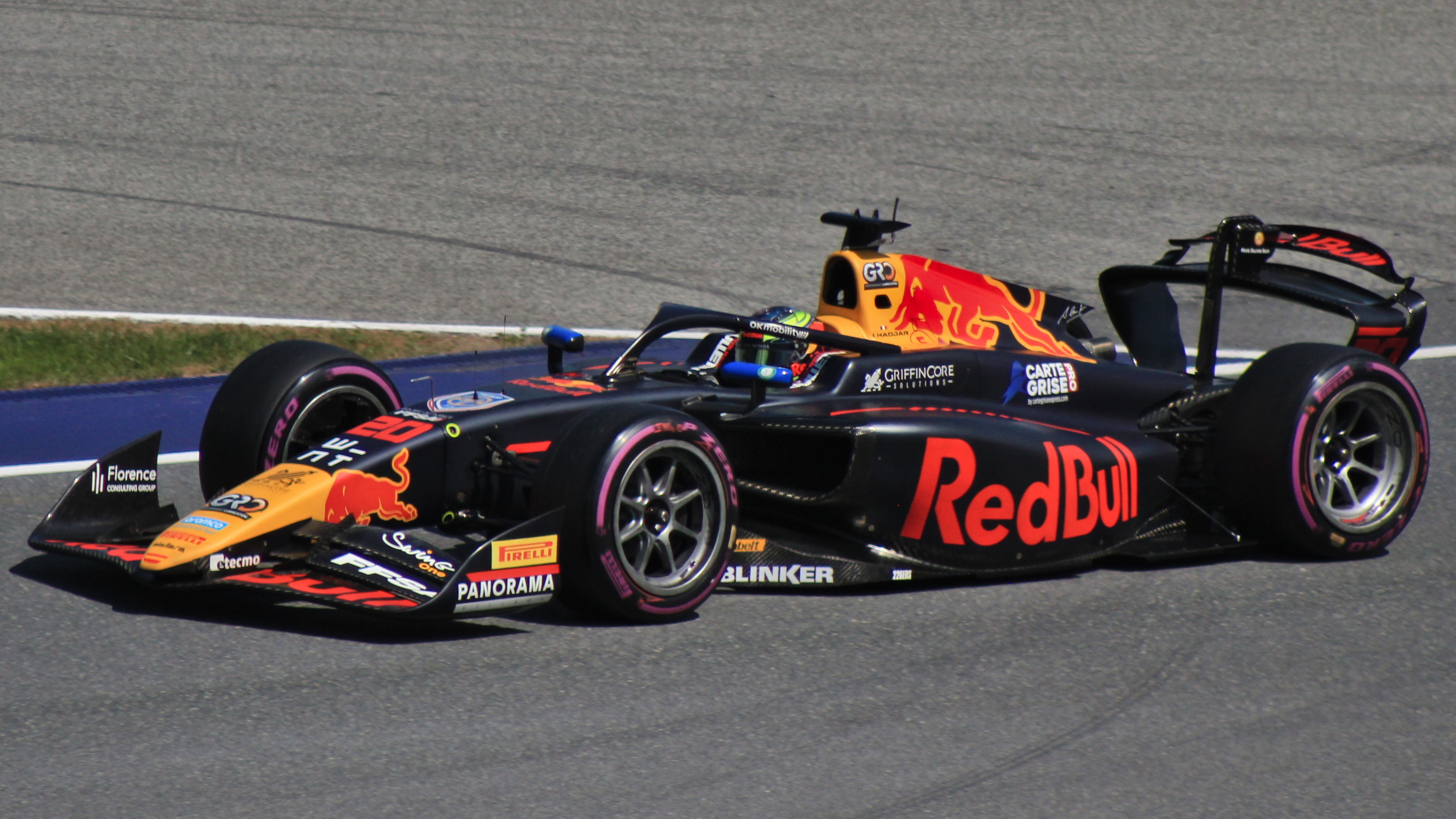
La F2 2024 d'Isack Hadjar au GP d'Autriche.

Le championnat utilise depuis 2024 et jusqu'à la saison 2029 une nouvelle voiture dont sont dotées toutes les écuries. Son châssis est à nouveau conçu et fabriqué par le constructeur italien Dallara. Elle dispose du V6 turbo-compressé Mecachrome V634 de 3,4 L développant 620 ch, déjà utilisé sur le modèle précédent, et d'une boîte de vitesses robotisée Hewland à six rapports plus marche arrière.
Dotée de freins en carbone de Carbone Industrie et étriers Brembo, jantes OZ Racing et pneumatiques Pirelli, son poids total est de 795 kg avec pilote.

## Format des courses (2017-)
Le championnat se dispute sur une dizaine de week-ends et chaque week-end compte deux courses. Un arrêt au stand pendant lequel le pilote doit obligatoirement s'arrêter est prévu pendant la première course.
La grille de départ de la course 2 (sprint) est déterminée par le classement de la course 1, avec inversion des 8 premiers.
| Journée | Séance            | Durée                                |
| ------- | ----------------- | ------------------------------------ |
| 1       | Essais libres     | 45 minutes                           |
| 1       | Qualifications    | 30 minutes                           |
| 2       | Course Sprint     | Environ 120 kilomètres ou 45 minutes |
| 3       | Course Principale | Environ 170 kilomètres ou 60 minutes |

### Attribution des points
Les points de la course principale sont attribués aux 10 premiers pilotes classés, tandis que les points de la course sprint sont attribués aux 8 premiers pilotes classés. La pole position de la course principale rapporte 4 points, et dans chaque course, 2 points sont attribués pour le meilleur tour en course réalisé par un pilote finissant dans le top 10. Ce système d'attribution des points est utilisé pour chaque manche du championnat.
Si la course est arrêtée sans relance après deux tours ou moins, aucun point n'est attribué. Pour une distance supérieure à deux tours mais inférieure à 75% de la distance prévue, la moitié des points prévus pour les places d'honneur sont attribués (d'où l'existence des demi-points). À partir de 75%, tous les points sont attribués.
Course principale :
| Position | 1er | 2e | 3e | 4e | 5e | 6e | 7e | 8e | 9e | 10e | Pole | MT |
| Points   | 25  | 18 | 15 | 12 | 10 | 8  | 6  | 4  | 2  | 1   | 4    | 2  |

Course sprint :
| Position | 1er | 2e | 3e | 4e | 5e | 6e | 7e | 8e | MT |
| Points   | 10  | 8  | 6  | 5  | 4  | 3  | 2  | 1  | 1  |

Le système de points est le système universel FIA, c'est-à-dire le même qu'en Formule 1.

## Palmarès
| Saison    | Championnat des pilotes | Championnat des pilotes | Championnat des pilotes | Championnat par équipe |
| Saison    | Pilote                  | Voiture                 | Écurie                  | Championnat par équipe |
| --------- | ----------------------- | ----------------------- | ----------------------- | ---------------------- |
| 2009      | Andy Soucek             | Williams-Audi           | MotorSport Vision       | Non attribué           |
| 2010      | Dean Stoneman           | Williams-Audi           | MotorSport Vision       | Non attribué           |
| 2011      | Mirko Bortolotti        | Williams-Audi           | MotorSport Vision       | Non attribué           |
| 2012      | Luciano Bacheta         | Williams-Audi           | MotorSport Vision       | Non attribué           |
| 2013-2016 | Pas de compétition      | Pas de compétition      | Pas de compétition      | Pas de compétition     |
| 2017      | Charles Leclerc         | Dallara-Mecachrome      | Prema Racing            | Russian Time           |
| 2018      | George Russell          | Dallara-Mecachrome      | ART Grand Prix          | Carlin Motorsport      |
| 2019      | Nyck de Vries           | Dallara-Mecachrome      | ART Grand Prix          | DAMS                   |
| 2020      | Mick Schumacher         | Dallara-Mecachrome      | Prema Racing            | Prema Racing           |
| 2021      | Oscar Piastri           | Dallara-Mecachrome      | Prema Racing            | Prema Racing           |
| 2022      | Felipe Drugovich        | Dallara-Mecachrome      | MP Motorsport           | MP Motorsport          |
| 2023      | Théo Pourchaire         | Dallara-Mecachrome      | ART Grand Prix          | ART Grand Prix         |
| 2024      | Gabriel Bortoleto       | Dallara-Mecachrome      | Invicta Racing          | Invicta Racing         |

## Pilotes de Formule 2 FIA promus en Formule 1
| Pilote                | Saisons en F2 | Courses en F2 | Victoires en F2 | Classement en F2 | Saisons en F1   | 1re équipe en F1    | Courses en F1 | Victoires en F1 |
| --------------------- | ------------- | ------------- | --------------- | ---------------- | --------------- | ------------------- | ------------- | --------------- |
| Jolyon Palmer         | 2009-2011     | 38            | 5               | 2                | 2016-2017       | Renault             | 35            | 0               |
| Charles Leclerc       | 2017          | 22            | 7               | 1                | 2018-           | Alfa Romeo (Sauber) | 140           | 8               |
| George Russell        | 2018          | 24            | 7               | 1                | 2019-           | Williams            | 120           | 2               |
| Lando Norris          | 2017-2018     | 26            | 1               | 2                | 2019-           | McLaren             | 120           | 8               |
| Alexander Albon       | 2017-2018     | 44            | 4               | 3                | 2019-2020 2022- | Toro Rosso          | 89            | 0               |
| Nyck de Vries         | 2017-2019     | 67            | 8               | 1                | 2022-2023       | Williams            | 11            | 0               |
| Nicholas Latifi       | 2017-2019     | 68            | 6               | 2                | 2020-2022       | Williams            | 61            | 0               |
| Mick Schumacher       | 2019-2020     | 46            | 3               | 1                | 2021-2022       | Haas                | 43            | 0               |
| Yuki Tsunoda          | 2020          | 24            | 3               | 3                | 2021-           | Alpha Tauri         | 63            | 0               |
| Nikita Mazepin        | 2019-2020     | 46            | 2               | 5                | 2021            | Haas                | 21            | 0               |
| Oscar Piastri         | 2021          | 23            | 6               | 1                | 2023-           | McLaren             | 44            | 8               |
| Zhou Guanyu           | 2019-2021     | 68            | 5               | 3                | 2022-2024       | Alfa Romeo (Sauber) | 66            | 0               |
| Logan Sargeant        | 2021-2022     | 31            | 2               | 4                | 2023-2024       | Williams            | 36            | 0               |
| Liam Lawson           | 2021-2022     | 51            | 5               | 3                | 2023-           | Alpha Tauri         | 11            | 0               |
| Jack Doohan           | 2021-2023     | 60            | 6               | 3                | 2024-           | Alpine              | 1             | 0               |
| Oliver Bearman        | 2023-2024     | 50            | 7               | 6                | 2024-           | Haas                | 3             | 0               |
| Franco Colapinto      | 2023-2024     | 22            | 1               | 9                | 2024            | Williams            | 9             | 0               |
| Gabriel Bortoleto     | 2024          | 28            | 2               | 1                | 2025-           | Stake F1 (Sauber)   | 0             | 0               |
| Isack Hadjar          | 2023-2024     | 54            | 5               | 2                | 2025-           | Racing Bulls        | 0             | 0               |
| Andrea Kimi Antonelli | 2024          | 26            | 2               | 6                | 2025-           | Mercedes            | 0             | 0               |

Notes :
- - Pilotes champions F2
- Les pilotes sont classés selon leur dernière année en F2.